# Ester Šimerová-Martinčeková
Ester Šimerová-Martinčeková (ur. 23 stycznia 1909 w Bratysławie, zm. 7 sierpnia 2005 w Liptowskim Mikułaszu) – słowacka malarka, artystka i scenograf. Często nazywano ją pierwszą damą słowackiego malarstwa.

## Edukacja
W czasie I wojny światowej uczęszczała do szkoły ewangelickiej, a następnie do gimnazjum. Już w ostatnich latach liceum uczęszczała prywatnie do szkoły malarstwa Gustáva Mallýgo. Po ukończeniu studiów wyjechała do Paryża, gdzie studiowała malarstwo na dwóch akademiach, w tym w Académie Julian, a także w prywatnej szkole Aleksandry Exter.

## Życiorys
Już w 1931 r. wystawiała w Pradze. Tam została członkiem wydziału artystycznego Umělecká beseda. W 1932 r. poślubiła profesora Františka Šimera i mieszkała z nim w Bratysławie. Po rozpadzie pierwszej Republiki Czechosłowackiej wraz z mężem wyjechała do Protektoratu Czech i Moraw i osiedliła się w Pilźnie.
Podczas zamachu na Heydricha jej mąż, jako główny lekarz szpitala, ukrywał czechosłowackich spadochroniarzy z Anglii. Po jego zdradzie Gestapo aresztowało go, uwięziło i wykonało egzekucję. W 1947 roku ponownie wyszła za mąż. Po przywróceniu wspólnej republiki w 1945 roku wróciła na Słowację i została wybrana na przewodniczącą Bloku Artystów Słowackich. Poślubiła prawnika Martina Martinčka, ówczesnym prezesem Urzędu Prezydencji SNR, później wybitnym słowackim fotografem. Podczas komunistycznej dyktatury, w 1952 r., w ramach Akcji B, została przymusowo wysiedlona wraz z mężem (Martinem Martinčkiem, którego nazywali „burżuazyjnym nacjonalistą”) z Bratysławy do wioski pod Liptowskim Mikulaszem, do której później przeprowadzili się i w której mieszkali aż do śmierci. W 1966 roku otrzymała tytuł Zasłużonego Artysty. Wystawia w wielu galeriach w kraju i za granicą i otrzymała wiele nagród i wyróżnień. Oprócz malarstwa projektowała także kostiumy teatralne dla Nowej Sceny w Bratysławie.
Ester Šimerová-Martinčeková była jedyną słowacką artystką, która bezpośrednio inspirowała się szkołą paryską i często wracała do Paryża.

## Odznaczenia
- W 1966 roku otrzymała tytuł Zasłużonego Artysty[2].
- W 1984 roku otrzymała w Liptowskim Mikulaszu Nagrodę Liptova.
- W 1987 roku czechosłowacka poczta opublikowała reprodukcję obrazu Tulipany (słow. Tulipány) jako znaczek pocztowy[3].
- W 1991 roku została odznaczona Orderem Tomáša Garrigue Masaryka, 4 klasy (w Pradze).
- W 1992 roku otrzymała nagrodę im. Martina Benka.
- W 1998 roku otrzymała nagrodę im. Miloša Bazovskiego od Fundacji Sztuk Pięknych.
- W 2001 roku otrzymała Nagrodę Fundacji banku Tatra banka za twórczość[4].
- W 2001 roku otrzymała Order Sztuki i Literatury (fr. Ordre des Arts et des Lettres), najwyższy stopień Komandor (fr. Commandeur)[5].
- W 2002 roku otrzymała Order Ľudovíta Štúra, I klasy.
- W 2016 roku Poczta Słowacka opublikowała reprodukcję obrazu Kompozycja szachowa (słow. Šachová kompozícia) Ester Šimerová-Martinčekovej w formie znaczka pocztowego[6].